# 420 Bertolda
420 Bertolda (mednarodno ime 420 Bertholda) je asteroid tipa P v glavnem asteroidnem pasu.

## Odkritje
Asteroid je odkril nemški astronom in začetnik astrofotografije Max Wolf (1863–1932) 7. septembra 1896 v Heidelbergu. Poimenovan je po Bertholdu I. (okoli 1000–1078) iz Zähringena, ki je bil vojvoda Koroške od 1061 do 1077.

## Značilnosti
Asteroid Bertolda obkroži Sonce v 6,31 letih. Njegov tir ima izsrednost 0,415, nagnjen pa je za 6,657 ° proti ekliptiki. Premer asteroida je 141,25 km, okrog svoje osi se zavrti v 11,017 h.